# Surabaya
Surabaya este al doilea oraș ca mărime din Indonezia. El este capitala provinciei Java de Est (Java Timur) ea se află pe vârful de nord-est a Insulei Java la gura de vărsare a râului Mas. Orașul portuar are o serie școli specializate în arta navigației, care alcătuiesc baza pentru marina din Indonezia. Produsele principale de exoprt fiind zahărul, tutunul, și cafeaua. Populația orașului este compusă din maduri, chinezi, arabi și evrei.